# Obdam (plaats)
Obdam (uitspraakⓘ) is een plaats in de gemeente Koggenland, in de regio West-Friesland van de Nederlandse provincie Noord-Holland. De plaats telt ongeveer 5.960 inwoners (2023).
Obdam is direct ten oosten van Heerhugowaard gelegen tussen de dorpen Opmeer en Hensbroek. Obdam is ook een voormalige gemeente, die op 1 januari 2007 is samengegaan met de gemeente Wester-Koggenland. Bij het samengaan werd besloten de naam Koggenland als gemeentenaam te nemen voor de nieuw ontstane gemeente. Eerder al, voor 1 januari 1979 was Obdam een zelfstandige gemeente, waartoe ook de buurtschappen Berkmeer, Obdammerdijk en een stukje van Wogmeer behoorde, maar fuseerde toen met de toenmalige gemeente Hensbroek. Obdam is de grootste plaats binnen de gemeente Koggenland en ligt in de agglomeratie Groot-Alkmaar.

## Ontstaansgeschiedenis
Obdam komt rond 1120 al voor als Opdam, andere spelwijzen die men weleens ziet is Opperdam en in 1347 komt het voor als Updamme. De plaatsnaam verwijst naar het feit dat dat Obdam aan/op een dam is gelegen. Dit is omdat van oorsprong Obdam in een zeer nat veengebied ligt waarvan het drooggemaakte veenmeer Wogmeer een voorbeeld is. Obdam lag aan dit veengebied, dat van tijd tot tijd een meer was.
Vanaf de veertiende/vijftiende eeuw was het zelf een echt meer geworden. Obdam was de eerste die het gebied bedijkte met een dwarsdijk om zichzelf te beschermen. Deze dwarsdijk lag tussen Obdam en Hensbroek, later genaamd de Molendijk, in de zestiende eeuw. Dit zorgde er wel voor dat de plaatsen aan de andere kant van het meer zoals Ursem daar niet echt blij mee waren, omdat deze juist daardoor meer waterlast kregen. Ook Hensbroek kreeg deels te maken met meer overlast. Uiteindelijk werd besloten een waterloop te graven die naar de Heerhugowaard liep. Ook werd er een kleine spui-sluis gebouwd aan het eind van deze loop. Hiermee werd het overtollige water uit of in het meer 'gesluisd'.
De molen in het gebied werd vanaf 1535 de ene week gebruikt door Obdam en de andere week door Hensbroek. Dit had als gevolg dat de dammen die de plaatsen beschermde steeds werd afgegraven en opnieuw werd neergezet om het molengebruik tot zijn recht te laten komen voor de plaats die de molen mocht gebruiken. Vanaf 1544 hadden de beide plaatsen een eigen molen. Het wogmeer zelf was in 1608 geheel drooggemaakt.

### Stadsrechten
Obdam viel vanaf 1414 onder de stede Spanbroek, een gedeeld stadsrecht waaronder ook de dorpen Opmeer en Hensbroek vielen. Die privileges werden in 1426 alweer ingetrokken, waarmee de stede ophield te bestaan. In 1456 verleende Filips van Bourgondië een gezamenlijk stadsrecht aan Obdam en Hensbroek. Net als bij de meeste andere West-Friese 'plattelandssteden' was dit een zuiver juridische constructie: Obdam-Hensbroek heeft zich nooit tot echte stad ontwikkeld, en dat was ook niet de bedoeling van de landsheer. In 1544 viel de stede in tweeën. De heerlijkheid en stede Obdam werd opgeheven in 1811 toen ze samen met Hensbroek één gemeente werd. In 1817 werden Obdam en Hensbroek weer gescheiden van elkaar, en werden het dus twee zelfstandige gemeenten. In 1978 werden de gemeenten weer samengevoegd tot de gemeente Obdam.

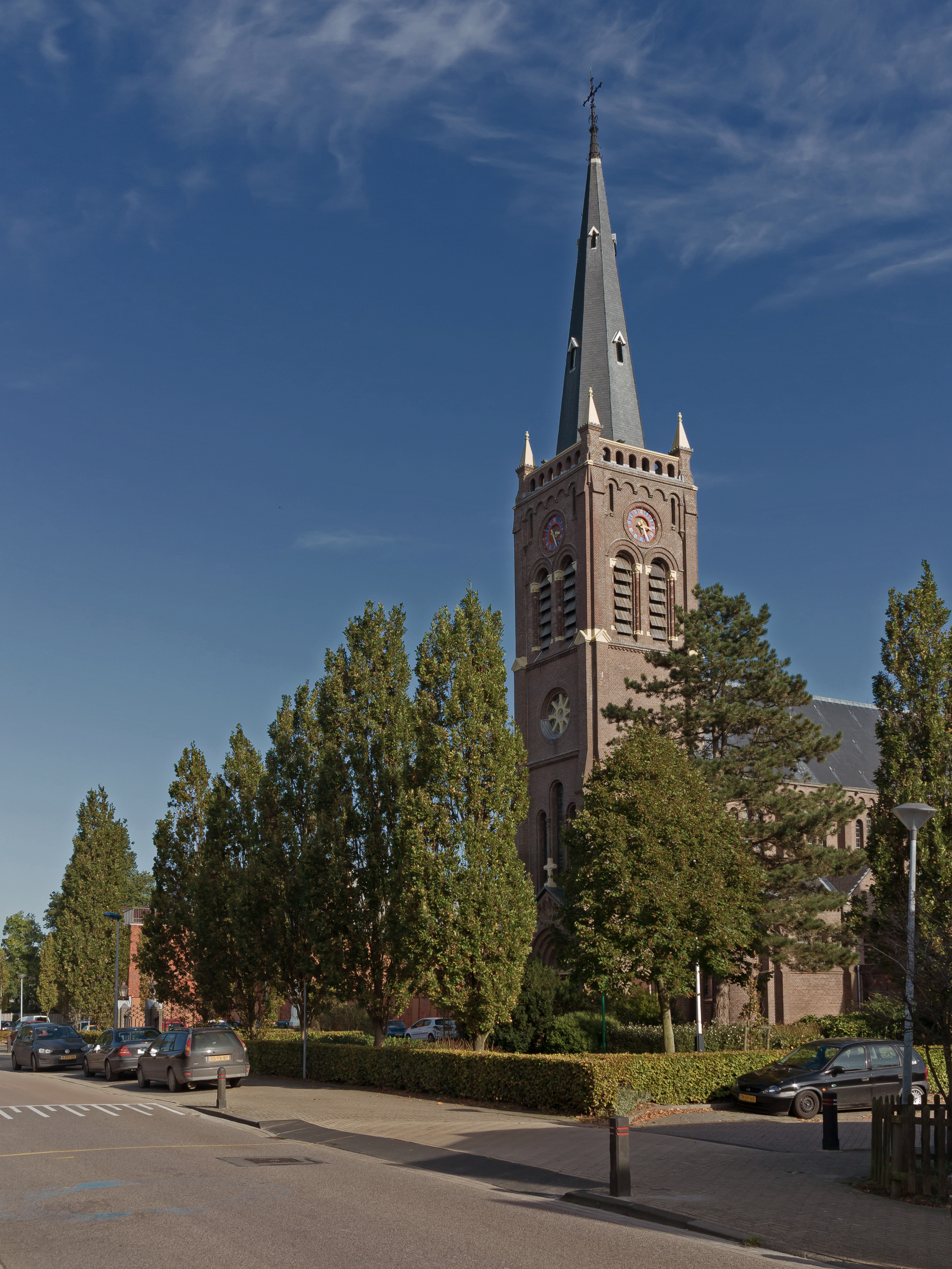
Obdam, de Sint Victorkerk

Ook de parochies van Obdam en Hensbroek waren lange tijd samengevoegd. Maar dit om heel andere reden. In Hensbroek kon er in 1389 niemand gevonden worden die het pastoors-ambt wilde uitoefenen. Daarom werd besloten deze maar samen te voegen met de parochie van Obdam. De samenvoeging hield stand tot 1527, toen werd er een waarnemend ambt aangesteld voor de parochie van Hensbroek.

### Polder
Naast een dorp is Obdam ook een polder, maar de polder bestaat eigenlijk uit verschillende drooggemaakte meertjes en plassen. De plassen waren ontstaan bij dijkdoorbraken. Een van de belangrijkste dijken in het poldergebied is de Obdammerdijk, ten westen en noorden gelegen van het dorp Obdam. De bewoning van de dijk wordt aangeduid als de buurtschap Obdammerdijk. De dijk is een onderdeel van een grote dijk die het gebied beschermde tegen het water, onder meer van het Berkmeer. Een van de plassen die niet droog is gelegd is De Weel, nu thans natuur- en recreatiegebied. Ten noorden van Obdam ligt de polder en buurtschap Berkmeer, dat formeel ook onder het dorp valt.
Obdam was zelf lang een (vee)boerendorp, met wel duidelijk de statige huizen en gebouwen van de stede. Maar rond het begin van de twintigste eeuw veranderde dit. Door de zavelgrond kwamen er veel tuinders naar het gebied om er hun groente te telen. Het aantal veeboeren nam sterk af, waarmee ook het karakter van het dorp anders werd. Met ook nog nieuwbouw vanaf de jaren 60/'70 van de twintigste eeuw en ook de langzame terugloop van het aantal tuinders, is het dorp veel minder open van karakter. Alleen buiten de dorpskern kan men nog een beetje zien hoe Obdam eruitzag als open dorp met een kleine dicht bebouwde kern.
Obdam kent een eigen treinstation, Station Obdam. Dit is tevens het enige treinstation van de gemeente Koggenland. Een bezienswaardigheid in Obdam is naast een aantal statige gebouwen in het centrum, de Sint-Victorkerk van de hand van Adrianus Bleijs uit 1892 welke in 2008 uitverkozen was als "Mooiste Kerk van Noord-Holland". Ook de wipwatermolen aan de Braken, net buiten de dorpskern, is een toeristische trekpleister. Deze molen stamt uit 1670.

## Geboren
- H.W.J.M. Keuls (1883-1968), dichter en vertaler
- Paul Vlaar (1971), priester